# Steven Odendaal

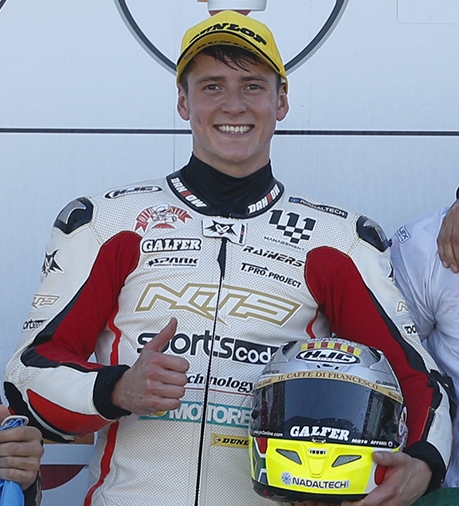
Steven Odendaal op het Circuit Ricardo Tormo Valencia in 2017.

Steven Odendaal (Johannesburg, 2 maart 1993) is een Zuid-Afrikaans motorcoureur.

## Carrière
Odendaal begon zijn motorsportcarrière in het nationale 125 cc-kampioenschap. In 2008 stapte hij over naar de 600 cc-klasse, waar hij kampioen werd. In 2009 eindigde hij als vierde in deze klasse, om in 2010 tweede te worden. In 2011 kwam hij uit in het Spaanse Moto2-kampioenschap op een Suter. Dat jaar maakte hij tevens zijn debuut in de Moto2-klasse van het wereldkampioenschap wegrace op een Suter als wildcardcoureur tijdens zes races; zijn beste resultaat was plaats 27 in de Duitsland. In 2012 keerde hij terug in de Spaanse Moto2, waarin hij met 51 punten achtste werd. Ook reed hij dat jaar opnieuw in twee races van het WK Moto2 op een AJR als vervanger van de geblesseerde Ricard Cardús. Een twintigste plaats in Aragón was zijn beste resultaat.
In 2013 reed Odendaal zijn eerste volledige seizoen in het WK Moto2 op een Speed Up. Hij kende een zwaar seizoen waarin hij geen punten scoorde en een achttiende plaats in Australië zijn beste resultaat was. Tevens miste hij de race in Groot-Brittannië vanwege een breuk in zijn enkel. In 2014 keerde hij terug naar de Spaanse Moto2, waarin hij op een Speed Up reed. Hij behaalde drie podiumplaatsen op het Motorland Aragón, het Circuit de Barcelona-Catalunya en het Autódromo Internacional do Algarve. Met 94 punten werd hij vijfde in het kampioenschap. In 2015 stapte hij binnen het kampioenschap over naar een Kalex. Hij stond vier keer op het podium: twee keer op Aragón en een keer op zowel Portimão als het Circuito de Albacete. Met 119 punten werd hij vierde in de eindstand. Dat jaar keerde hij tevens terug in het WK Moto2 tijdens de Grand Prix van Argentinië op een Kalex als vervanger van de geblesseerde Axel Pons, waarin hij negentiende werd. In 2014 en 2015 werd hij daarnaast kampioen in het Zuid-Afrikaanse Super600-kampioenschap op respectievelijk een Kawasaki en een Yamaha.
In 2016 kende Odendaal een zeer succesvol seizoen in de Spaanse Moto2. Hij won zes races: twee op zowel Aragón als Portimão en een op het Circuit Ricardo Tormo Valencia en Albacete. Met 206 werd hij gekroond tot kampioen in de klasse. Ook reed hij dat jaar in het WK Moto2 op een Kalex als wildcardcoureur tijdens de Grand Prix van Aragón, waarin hij achttiende werd. In 2017 keerde hij terug naar de Spaanse Moto2, waarin hij op een NTS zijn titel probeerde te verdedigen. Hij stond in totaal zes keer op het podium, maar won geen enkele race. Met 157 punten werd hij derde in het eindklassement. Tevens werd hij voor de derde keer kampioen in de Zuid-Afrikaanse Super600 op een Yamaha. Verder nam hij dat jaar opnieuw deel als wildcardcoureur in de Grand Prix van Aragón, waarin hij ditmaal op plaats 24 eindigde.
In 2018 reed Odendaal zijn tweede volledige seizoen in het WK Moto2 op een NTS bij het Nederlandse team RW Racing GP. Hij behaalde zijn eerste puntenfinish met een vijftiende plaats in Italië en behaalde zijn beste resultaat met een dertiende plaats in de seizoensfinale in Valencia. Met 4 punten eindigde hij op plaats 28 in het klassement. In 2019 moest hij de eerste drie races van het seizoen missen vanwege een blessure; hij werd hierin vervangen door Jesko Raffin. In de daaropvolgende negen races was een zestiende plaats in de TT van Assen zijn beste resultaat. Na de Grand Prix van Groot-Brittannië verliet hij het team en werd hij vervangen door Simone Corsi.
In 2020 maakte Odendaal de overstap naar het wereldkampioenschap Supersport, waarin hij uitkwam op een Yamaha. Hij kwam tot scoren in op een na alle races, met drie vierde plaatsen op Portimão, Magny-Cours en Estoril als beste resultaten. Met 136 punten werd hij vijfde in het kampioenschap. In 2021 won hij de eerste drie races van het seizoen op Aragón (tweemaal) en Estoril. In de rest van het seizoen behaalde hij nog twee zeges op Most en Portimão en stond hij in zes andere races op het podium. Met 323 punten werd hij achter Dominique Aegerter tweede in de eindstand.